# Alcides Santos
Alcides de Castro Santos (Maranguape, 04 de janeiro de 1889 - 27 de outubro de 1971) foi um empresário, futebolista e comerciante brasileiro, conhecido por ser um dos pioneiros do futebol cearense, fundador do Stella Football Club e do Fortaleza Esporte Clube.

## Biografia
Natural de Maranguape, Alcides era filho do professor e deputado Agapito Jorge dos Santos e Raimunda de Castro Barbosa, e neto do Comendador da Ordem da Rosa Joaquim Jorge dos Santos, membros da alta sociedade nordestina. Empresário próspero, foi sócio e fundador de diversas empresas no estado do Ceará, como a Studart & Cia e a A. Santos & Cia. Foi também o primeiro representante da Ford Company no Brasil. Estudou na França na Belle Époque, e retornou ao Brasil no começo do século XX, apaixonado pelo novo esporte que havia descoberto na Europa. 

## Legado no futebol
Pioneiro do futebol no Ceará, trouxe ao estado a primeira bola específica para a prática do esporte, vinda da Inglaterra. Em maio de 1915, fundou o Stella Foot-Ball Club, inspirado no College Stella, na Suíça, e formado por alguns de seus ex-colegas, membros da aristocracia cearense. O clube teve vida curta e logo foi extinto. 
Em 18 de outubro de 1918, fundou o Fortaleza Sporting Club (como era denominado à época, até o Estado Novo), em homenagem à capital cearense. As cores do clube - vermelho, azul e branco - foram sugeridas por Alcides e inspiradas na França. Foi também seu primeiro presidente. 
Alcides teve também participação na fundação dos clubes Maranguape, Tabajara e Riachuelo. Hoje, dá nome ao Estádio Alcides Santos, no Bairro do Pici, em Fortaleza.

## Vida pessoal
Alcides Santos casou-se com Elizabeth Petter Bernade em 14 de abril de 1917, com quem teve seis filhos: Maria Lucia, Mirian, Maria Elizabeth Petter Santos (nome de batismo alterado para Maria Elizabeth Santos de Oliveira Lima após casamento com Lauro de Oliveira Lima), Abelardo, Alcides e Amilcar Petter Santos). Notório colecionador de selos e moedas, fundou a Sociedade Cearense de Filatelia e Numismática na década de 30, e costumava frequentar a Praça dos Leões, em Fortaleza, para troca dos itens com outros entusiastas da numismática. Morreu aos 81 anos, em 1971. 